# Martin Balsam
Martin Henry Balsam, född 4 november 1919 i Bronx i New York, död 13 februari 1996 i Rom, var en amerikansk skådespelare.

## Biografi
Martin Balsam, som var av judisk börd, utbildades vid Lee Strasbergs berömda Actors Studio. Han filmdebuterade 1954 i Storstadshamn. 
Han var en mångsidig skådespelare, ofta i roller som människor i trångmål, till exempel som detektiven i Alfred Hitchcocks Psycho 1960. 1965 vann han en Oscar för bästa manliga biroll i filmen Nick - akta dig för arbete (1965).
1957–1962 var Martin Balsam gift med skådespelerskan Joyce Van Patten.
Martin Balsam avled av en hjärtattack på ett hotell i Rom 1996.

## Filmografi i urval
Förutom nedanstående filmografi har Martin Balsam gästspelat i en mängd TV-serier som exempelvis Rawhide, Mannen från U.N.C.L.E. och Alfred Hitchcock presenterar.

- 1954 – Storstadshamn (ej krediterad)
- 1957 – 12 edsvurna män
- 1957 – Krigets ansikte
- 1958 – Leka med elden
- 1959 – Al Capone
- 1959 – Brittsommar
- 1960 – Psycho
- 1961 – Sanningen om Ada
- 1961 – Frukost på Tiffany's
- 1962 – Farlig främling
- 1964 – De hänsynslösa
- 1965 – Jakt på främmande ubåt
- 1965 – Nick - akta dig för arbete
- 1966 – Ta fast räven
- 1967 – Hombre
- 1970 – Moment 22
- 1970 – Tora! Tora! Tora!
- 1971 – Little Big Man
- 1971 – Bandet
- 1973 – Stone Killer
- 1974 – Pelham 1-2-3 kapat
- 1974 – Mordet på Orientexpressen
- 1975 – Mitchell
- 1976 – Alla presidentens män
- 1976 – En prickskytt i mängden
- 1976 – Slaget om Entebbe
- 1977 – Ondskans redskap
- 1978 – 30 silverpenningar
- 1979 – Cuba
- 1982 – Little Gloria... Happy at Last (Miniserie)
- 1985 – St. Elmo's Fire
- 1985 – Death Wish 3
- 1986 – Styrka Delta Force
- 1991 – Cape Fear
- 1994 – När skinkorna tystnar

## Teater

### Roller
| År   | Roll  | Produktion                  | Regi       | Teater                         |
| ---- | ----- | --------------------------- | ---------- | ------------------------------ |
| 1948 | Merle | Sundown Beach Bessie Breuer | Elia Kazan | Belasco Theatre, New York, USA |